# Иоанн (Доброзраков)
Архиепископ Иоанн (в миру Михаил Степанович Доброзраков; ок. 1790, Нижегородская губерния — 23 июня 1872, Кременский Вознесенский монастырь, Область Войска Донского) — епископ Русской православной церкви, архиепископ Донской и Новочеркасский.

## Биография

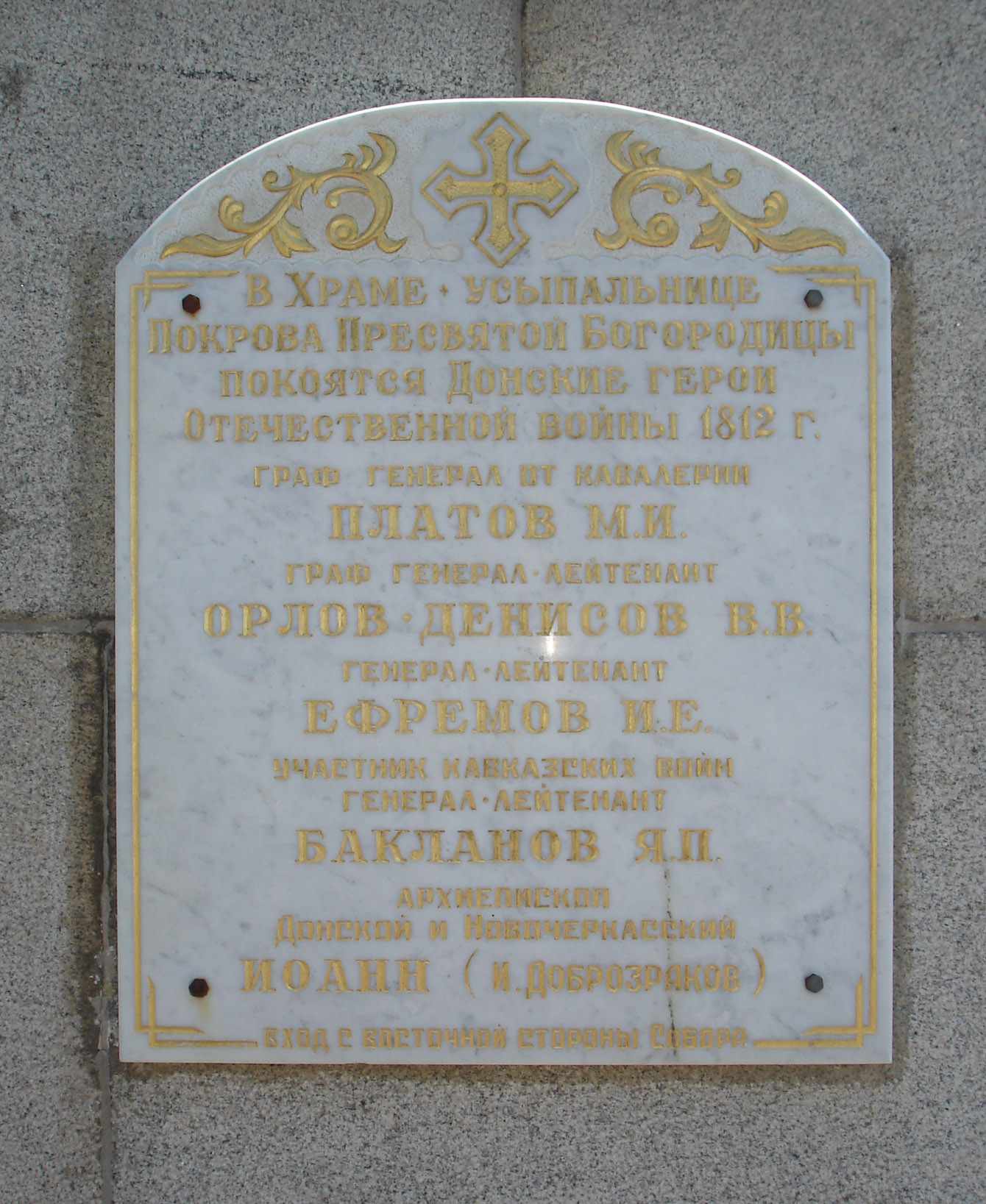
Памятная доска на Вознесенском соборе в Новочеркасске

Родился около 1790 года в Лукояновском уезде Нижегородской губернии в семье священника.
Обучался в Нижегородской духовной семинарии (1814).
16 июля 1817 года окончил Петербургскую духовную академию со степенью магистра и 24 июля того же года назначен профессором Черниговской духовной семинарии.
20 августа 1819 года переведён бакалавром в Петербургскую духовную академию, а 21 августа пострижен в монашество и причислен к соборным иеромонахам Александро-Невской лавры.
С 26 июля 1821 года — инспектор Петербургской духовной семинарии; 16 августа того же года возведён в сан архимандрита и назначен настоятелем Юрьево-Польского Архангельского монастыря Владимирской епархии с оставлением при академии.
С17 октября 1822 года — экстраординарный профессор академии.
23 февраля 1824 года назначен членом цензурного комитета; с 14 ноября того же года — ректор Петербургской духовной семинарии. В том же году 25 ноября назначен настоятелем Можайского Лужецкого монастыря и благочинным над учителями учебных заведений.
12 марта 1825 года за сочинение «Declinatio Hermeneuticae Sacrae» удостоен степени доктора богословия.
С 30 января 1826 года — ректор Петербургской духовной академии, профессор богословских наук и член Синодальной конторы.
С14 января 1829 года — архимандрит Пинского Богоявленского монастыря.
17 августа 1830 года хиротонисан во епископа Пензенского и Саранского.
В 1832 году он временно управлял двумя епархиями: Нижегородскою и Саратовскою.
19 января 1835 года перемещён на Нижегородскую кафедру.
13 января 1847 года возведен в сан архиепископа Донского и Новочеркасского.
В 1851—1852 годы присутствовал в Святейшем Синоде.
6 марта 1867 года по болезни уволен на покой в Кременский Вознесенский монастырь Донской епархии.
Мирно окончилась жизнь архиепископа Иоанна. Он не только ждал смерти, но и знал о её близости в последний год своей жизни. Когда инспектор духовной семинарии, прощаясь с ним зимою, обещал посетить его в «летнюю вакацию», святитель спросил: «А когда у вас вакация начинается?» И когда услышал, что в июне, то спокойно и решительно сказал: «Не увидимся».
Из личных качеств святителя современники отмечали его «сострадательность, милосердие, нищелюбие до самозабвения, нестяжательность». Он, если сам не имел чем помочь, одалживал у другого, но просящему никогда не отказывал. В последние часы жизни строго приказывал, чтобы никакого дележа после его смерти не было, но все, что остается, раздать нуждавшимся.
Скончался 23 июня 1872 года. Погребён в Кременском монастыре в соборе за колонною правого клироса.
4 октября 1911 года при вскрытии могилы его для перенесения останков в усыпальницу под Новочеркасским кафедральным собором тело его и одежды были найдены нетленными.

## Награды
- Заслуги архиепископа Иоанна в деле духовного просвещения были отмечены орденами Св. Анны II степени (1826) и Св. Владимира III степени (1829).
- Во время работы на Нижегородской кафедре был награжден орденом Св. Анны I степени (1835). За службу в Донской Епархии ему был пожалован орден Св. Владимира II степени (1852).